# Монтана Гриззлис (баскетбол)
Монтана Гриззлис (англ. Montana Grizzlies) — студенческая баскетбольная команда, представляющая Монтанский университет в первом баскетбольном мужском дивизионе NCAA. Располагается в Мизуле (штат Монтана). В настоящее время (с 1963 года) команда выступает в конференции Big Sky.
Команда начала участвовать в студенческих соревнованиях в 1901 году. «Гриззлис» 12 раз становились чемпионами конференции и 13 раз принимали участие в турнире NCAA, причём четырежды два сезона подряд (в 1991 и 1992, 2005 и 2006, 2012 и 2013 и 2018 и 2019 годах). Одним из лучших игроков в истории команды является Ларри Кристковяк, выступавший за университет с 1982 по 1986 годы. Он трижды (в 1984—1986 годах) назывался лучшим игроком конференции, является рекордсменом «Гриззлис» по количеству набранных очков и подборов, был включён в зал славы команды и конференции, а Монтанский университет закрепил за Кристковяком 42-й номер.

## Достижения
- 1/8 NCAA: 1975
- Участие в NCAA (13): 1975, 1991, 1992, 1997, 2002, 2005, 2006, 2010, 2012, 2013, 2018, 2019, 2025
- Победители турнира конференции (12): 1991, 1992, 1997, 2002, 2005, 2006, 2010, 2012, 2013, 2018, 2019, 2025 (Big Sky[англ.])
- Победители регулярного чемпионата конференции (12): 1975, 1978, 1991, 1992, 1995, 2000, 2012, 2013, 2015, 2018, 2019, 2025 (Big Sky[англ.])